# Mächtigkeit (Mathematik)

Die Menge aller Mitgliedsstaaten der europäischen Union umfasste 28 Staaten im Jahr 2019. Damit war ihre Mächtigkeit gleich 28.

In der Mathematik verwendet man den aus der Mengenlehre von Georg Cantor stammenden Begriff der Mächtigkeit oder Kardinalität, um den für endliche Mengen verwendeten Begriff der „Anzahl der Elemente einer Menge“ auf unendliche Mengen zu verallgemeinern.
Für eine endliche Menge ist die Mächtigkeit gleich der Anzahl der in ihr enthaltenen Elemente. Es handelt sich also um eine natürliche Zahl {\displaystyle n\in \mathbb {N} _{0}}, die Zahl {\displaystyle 0} eingeschlossen.
Für unendliche Mengen benötigt man indes einen theoretischen Apparat – nämlich den im Rahmen der Mengenlehre geschaffenen  – um deren Mächtigkeiten definieren zu können. Die hierzu im Folgenden gebrachten Definitionen, Notationen und Folgerungen sind aber sowohl für endliche als auch für unendliche Mengen gültig. Insbesondere wird die Mächtigkeit einer Menge {\displaystyle A} in aller Regel als {\displaystyle |A|} notiert.

## Mächtigkeit bei endlichen Mengen
- Beispiele:
  - {\displaystyle A=\{1,3,7,21\}\Rightarrow |A|=4}
  - {\displaystyle B=\{{\mbox{Tetraeder, Hexaeder, Oktaeder, Dodekaeder, Ikosaeder}}\}\Rightarrow |B|=5}
  - {\displaystyle C=\{{\mbox{rot, gelb, blau, orange, violett, schwarz}}\}\Rightarrow |C|=6}
- Die Potenzmenge {\displaystyle {\mathcal {P}}(X)} einer endlichen Menge {\displaystyle X} mit {\displaystyle |X|=n\in \mathbb {N} _{0}} hat genau {\displaystyle 2^{n}} Elemente. Denn die Wahl einer Teilmenge entspricht den {\displaystyle n} unabhängigen Wahlen zwischen den beiden Möglichkeiten, ob ein bestimmtes Element von {\displaystyle X} in der Teilmenge liegen soll oder nicht.
- Die Funktion {\displaystyle |\cdot |} hat die  Eigenschaften einer Inhaltsfunktion im Sinne der Maßtheorie (s. u.).

## Gleichmächtigkeit, Mächtigkeit

Der Vergleich der Mächtigkeit zweier Mengen

Man definiert zunächst den Begriff der Gleichmächtigkeit zweier beliebiger Mengen {\displaystyle A} und {\displaystyle B}:
Eine Menge {\displaystyle A} heißt gleichmächtig zu einer Menge {\displaystyle B} genau dann, wenn es eine Bijektion {\displaystyle f\colon A\to B} gibt.
Man schreibt dann {\displaystyle |A|=|B|} oder {\displaystyle A\sim B}.
Ist {\displaystyle A} gleichmächtig zu {\displaystyle B} und {\displaystyle f} eine Bijektion zwischen {\displaystyle A} und {\displaystyle B}, dann ist auch die Umkehrfunktion von {\displaystyle f} eine Bijektion, also ist auch {\displaystyle B} gleichmächtig zu {\displaystyle A}.
Insgesamt ist die Relation {\displaystyle \sim }, also die Gleichmächtigkeitsrelation, eine Äquivalenzrelation auf der Klasse aller Mengen, deren Äquivalenzklassen – von der Klasse {\displaystyle \{\emptyset \}} der leeren Menge abgesehen  – echte Klassen sind.
Je zwei endliche Mengen sind genau dann gleichmächtig, wenn sie gleich viele Elemente haben. Unendliche Mengen hingegen zeichnen sich dadurch aus, dass die jede solche gleichmächtig zu einer ihrer echten Teilmengen ist.
Man nennt eine Menge, die gleichmächtig zur unendlichen Menge {\displaystyle \mathbb {N} } der natürlichen Zahlen oder einer von deren Teilmengen ist, die also mit natürlichen Zahlen (einschließlich {\displaystyle 0}) „abgezählt“ werden kann, eine abzählbare Menge.
Bisweilen versteht man auch abzählbar allein im Sinne von abzählbar unendlich (= gleichmächtig zu {\displaystyle \mathbb {N} }) und spricht dann jedoch statt von abzählbar (im Sinne der oben zuerst eingeführten Definition) von höchstens abzählbar, was unter gewissen Umständen die Formulierung vieler Beweise etwas einfacher macht.

### Besondere Ergebnisse
1. Gleichmächtig sind: {\displaystyle \mathbb {N} }, {\displaystyle \mathbb {Z} } und {\displaystyle \mathbb {Q} } (also die Mengen der natürlichen, der ganzen und der rationalen Zahlen).
2. Gleichmächtig sind: {\displaystyle \mathbb {R} }, {\displaystyle \left]0,1\right[}, {\displaystyle C} und {\displaystyle {\mathcal {P}}(\mathbb {N} )}, wobei {\displaystyle C} die Cantor-Menge ist.
3. Die Menge {\displaystyle \mathbb {R} } der reellen Zahlen ist mächtiger als {\displaystyle \mathbb {N} } (also überabzählbar).[AuH 5]

## Kardinalzahlen
Da die Gleichmächtigkeit von Mengen ist eine Äquivalenzrelation ist, ist die folgende Definition sinnvoll:

Die Äquivalenzklasse einer Menge (bezüglich der Gleichmächtigkeitsrelation) nennt man ihre Kardinalzahl.
Es stellt sich nun die Frage, ob sich für diese Äquivalenzklassen ein kanonisches  Repräsentantensystem finden lässt, und es zeigt sich, dass es auf diese Frage im Rahmen der Mengenlehre mit Annahme des Auswahlaxioms eine positive Antwort gibt.
Hier lässt sich nämlich der Wohlordnungssatz herleiten, demzufolge jede Menge gleichmächtig zu einer wohlgeordneten Menge ist, und auf diesem Wege zeigt man, dass die Kardinalzahl einer Menge stets als die kleinste mit dieser Menge gleichmächtige Ordinalzahl definiert werden kann.
In der Folge  gewinnt man die Aleph-Funktion, mit deren Hilfe man die Kardinalzahlen aller unendlichen Mengen erfasst. D. h.: Jede Menge {\displaystyle A} liegt in der Äquivalenzklasse (= Kardinalzahl) eines eindeutig bestimmten {\displaystyle \aleph _{i}}.
Man sagt dann, dass die Menge {\displaystyle A} die Mächtigkeit {\displaystyle \aleph _{i}} hat und schreibt dies in der Form:
{\displaystyle |A|=\aleph _{i}}.
Die Kardinalzahl einer endlichen Menge mit {\displaystyle n} Elementen wird mit der natürlichen Zahl {\displaystyle n}  gleichgesetzt.
Man kann sich nun fragen, ob alle unendlichen Mengen einander gleichmächtig sind. Wäre dies der Fall, so  hätten hätten alle unendlichen Mengen die Mächtigkeit der Mengeder natürlichen Zahlen und wären alleabzählbar. Es stellt sich jedoch heraus, dass es unendliche Mengen gibt, die nicht gleichmächtig zueinander sind. So ist etwa die Menge der natürlichen Zahlen nicht gleichmächtig zur Menge der reellen Zahlen.
Es existieren unendlich viele verschiedene Kardinalzahlen gibt.

## Vergleich der Mächtigkeit
Um die Mächtigkeiten nicht gleichmächtiger Mengen vergleichen zu können, legt man fest, wann eine Menge {\displaystyle B} mächtiger als eine Menge {\displaystyle A} sein soll:
- Wenn es eine Bijektion {\displaystyle f} von {\displaystyle A} auf eine Teilmenge von {\displaystyle B} gibt, dann heißt {\displaystyle A} höchstens gleichmächtig zu {\displaystyle B}. Man schreibt dann {\displaystyle |A|\leq |B|}.
- Wenn es eine Bijektion von {\displaystyle A} auf eine Teilmenge von {\displaystyle B} gibt, aber umgekehrt keine Bijektion von {\displaystyle B} auf eine Teilmenge von {\displaystyle A} existiert, dann heißt {\displaystyle A} weniger mächtig als {\displaystyle B} und {\displaystyle B} mächtiger als {\displaystyle A}. Oft sagt man auch der Deutlichkeit halber, dass {\displaystyle B} echt mächtiger als {\displaystyle A} ist und schreibt dann {\displaystyle |A|<|B|} bzw. {\displaystyle |B|>|A|} . Offenbar gilt {\displaystyle |A|<|B|} genau dann, wenn {\displaystyle |A|\leq |B|}, aber  {\displaystyle |A|\neq |B|} ist.

Nun stellt sich aber die Frage nach der Vergleichbarkeit zweier beliebiger Mengen, ob also die bloße Eigenschaft, eine Menge zu sein, eine solche Vergleichsmöglichkeit impliziert.
Man kann sogar unter Annahme der Gültigkeit des Auswahlaxioms das folgende umfassende Theorem zeigen:
Für je zwei Mengen {\displaystyle A} und {\displaystyle B} gilt stets {\displaystyle |A|\leq |B|} oder {\displaystyle |B|\leq |A|} (Vergleichbarkeitssatz).
Des Weiteren kann man zeigen, dass jede abzählbare Menge entweder endlich oder gleichmächtig zu {\displaystyle \mathbb {N} } ist. Außerdem kann man zeigen, dass jede unendliche Menge eine zu {\displaystyle \mathbb {N} } gleichmächtige Teilmenge enthält.
Damit ist die Mächtigkeit von {\displaystyle \mathbb {N} } die kleinste unendliche Kardinalzahl. Man bezeichnet sie mit {\displaystyle \aleph _{0}}:
{\displaystyle \aleph _{0}:=|\mathbb {N} |}.
Die Kontinuumhypothese (CH) besagt, dass es keine Menge gibt, die mächtiger ist als {\displaystyle \mathbb {N} }, aber weniger mächtig als {\displaystyle \mathbb {R} } . Wie der Name jedoch schon vermuten lässt, ist dies kein Satz in dem Sinne, dass er sich beweisen lässt. Weder die Kontinuumhypothese noch ihre Verneinung lässt sich aus den üblichen Axiomensystemen herleiten, zum Beispiel der Zermelo-Fraenkel-Mengenlehre mit Auswahlaxiom. Die Kontinuumhypothese besagt also, dass {\displaystyle |\mathbb {R} |=|{\mathcal {P}}(\mathbb {N} )|=2^{\aleph _{0}}} die zweitkleinste unendliche Kardinalzahl {\displaystyle \aleph _{1}} ist.

## Totale Ordnung der Mächtigkeiten
Bei naiver Betrachtung der Schreibweise könnte man vermuten, dass für Mengen {\displaystyle A} und {\displaystyle B} mit {\displaystyle |A|\leq |B|} und {\displaystyle |B|\leq |A|} stets {\displaystyle |A|=|B|} gilt. Dass das tatsächlich so ist, wird vom folgenden Satz ausgesagt:

Cantor-Bernstein-Schröder-Theorem: Ist {\displaystyle A} höchstens gleichmächtig zu {\displaystyle B} und {\displaystyle B} höchstens gleichmächtig zu {\displaystyle A}, dann sind {\displaystyle A} und {\displaystyle B} gleichmächtig.
Zusammenfassend lassen sich folgende Eigenschaften für Mächtigkeiten festhalten:
- Es gilt stets {\displaystyle |A|=|A|} (man nehme die Identität als Bijektion).
- Aus {\displaystyle |A|\leq |B|} und {\displaystyle |B|\leq |A|} folgt {\displaystyle |A|=|B|}.
- Aus {\displaystyle |A|\leq |B|} und {\displaystyle |B|\leq |C|} folgt {\displaystyle |A|\leq |C|} (folgt sofort aus der Definition).
- Für zwei Mengen {\displaystyle A} und {\displaystyle B} gilt stets {\displaystyle |A|\leq |B|} oder {\displaystyle |B|\leq |A|} (das ist äquivalent zum Auswahlaxiom).

Damit ist gezeigt, dass die Kardinalzahlen total geordnet sind.

## Rechenregeln bei endlichen Kardinalitäten
Es seien {\displaystyle M,N} sowie {\displaystyle N_{1},\ldots ,N_{k}} endliche Mengen. Dann gelten folgende Regeln:
- Bijektions- oder Isomorphieregel
 {\displaystyle M} ist bijektiv auf {\displaystyle N} abbildbar {\displaystyle \Leftrightarrow } {\displaystyle |M|=|N|}.
- Summenregel
 {\displaystyle M\cap N=\emptyset \Leftrightarrow |M\cup N|=|M|+|N|}
 Allgemein gilt {\displaystyle |M\cup N|+|M\cap N|=|M|+|N|}.
 Eine weitere Verallgemeinerung der Summenregel auf endlich viele endliche Menge ist das Prinzip von Inklusion und Exklusion.
- Differenzenregel
{\displaystyle M\subseteq N\Leftrightarrow |N\setminus M|=|N|-|M|}
- Produktregel
 {\displaystyle |M\times N|=|M|\cdot |N|}
- Quotientenregel
 Ist {\displaystyle M=N_{1}\;\;\!\!{\dot {\cup }}\;\;\!\!\!\cdots \;\;\!\!\!{\dot {\cup }}\;\;\!\!N_{k}} und gilt {\displaystyle \forall i:|N_{i}|=n>0}, so folgt {\displaystyle k={\tfrac {|M|}{n}}} bzw. {\displaystyle |M|=k\cdot n}
- Subadditivität von Mengen
 {\displaystyle {\Big |}\bigcup _{i=1}^{k}N_{i}{\Big |}\leq \sum _{i=1}^{k}|N_{i}|}
 Falls die {\displaystyle N_{i}} paarweise disjunkt sind, so gilt die Gleichheit: {\displaystyle \textstyle |\bigcup _{i=1}^{k}N_{i}|=\sum _{i=1}^{k}|N_{i}|}.
 Das heißt also, dass bei disjunkten Mengen die Anzahl der Elemente in der Vereinigung der Mengen {\displaystyle N_{i}} gleich der Summe der einzelnen Anzahlen von Elementen in jeder dieser Mengen ist.
- Prinzip von Inklusion und Exklusion
 Die Mächtigkeit der Vereinigung {\displaystyle \bigcup _{i=1}^{k}N_{i}} der Mengen {\displaystyle N_{1},N_{2},\dotsc ,N_{k}} lässt sich als alternierende Summe der Mächtigkeiten all ihrer verschiedenstufigen Durchschnitte darstellen; mit den Indexmengen {\displaystyle I\subseteq \{1,2,\dotsc ,k\}} gilt

{\displaystyle |\bigcup _{i=1}^{k}N_{i}|=\sum _{\emptyset \not =I\subseteq \{1,\dotsc ,k\}}\left(-1\right)^{|I|+1}|\bigcap _{i\in I}N_{i}|},

oder mit {\displaystyle \bigcap _{i\in \emptyset }N_{i}=\bigcup _{i=1}^{k}N_{i}} gleichwertig
{\displaystyle \sum _{I\subseteq \{1,\dotsc ,n\}}\left(-1\right)^{|I|}|\bigcap _{i\in I}N_{i}|=0}.
- Potenzregel
 Bezeichnet {\displaystyle N^{M}} die Menge aller Abbildungen {\displaystyle f\colon M\to N}, dann gilt {\displaystyle |N^{M}|=|N|^{|M|}}.

### Beispiele
Es  seien
{\displaystyle M=\{1,2,3\}} und {\displaystyle N=\{1,3,5,7\}}.
Dann
- existiert keine bijektive Abbildung zwischen {\displaystyle M} und {\displaystyle N},
- ist {\displaystyle |M\cup N|=|\{1,2,3,5,7\}|=5},
- lässt sich die Mächtigkeit der Differenz nicht mit obigem Satz bestimmen,
- beträgt die Mächtigkeit des kartesischen Produkts {\displaystyle |M|\cdot |N|=|\{(1,1);(1,3);\ldots \}|=12}.

Setzt man indes andere Mengen {\displaystyle M=N=\{1,2,3,4\}} und {\displaystyle N_{1}=\{1\},N_{2}=\{2\},N_{3}=\{3\},N_{4}=\{4\}} fest, so
- existiert eine Bijektion – nämlich die identische Abbildung! – zwischen den beiden Mengen {\displaystyle M} und {\displaystyle N},
- ist {\displaystyle |M\cup N|=|M|=|N|=4}, da die beiden Mengen identisch sind,
- ist {\displaystyle M} eine Teilmenge von {\displaystyle N} und somit gilt: {\displaystyle |N\setminus M|=|N|-|M|=0},
- hat das kartesische Produkt die Mächtigkeit  {\displaystyle 16} und
- es gilt, da {\displaystyle |N_{1}|=|N_{2}|=|N_{3}|=|N_{4}|=1} und die   {\displaystyle N_{j}\,(j=1,2,3,4)} paarweise disjunkt sind, die Gleichung {\displaystyle |M|=|N_{1}\cup N_{2}\cup N_{3}\cup N_{4}|=4\cdot 1=4}

## Mächtigkeit der Potenzmenge, größte Mächtigkeit
Stellt man die Frage, ob es eine „Menge größter Mächtigkeit“ gibt, so erhält man durch ein von Georg Cantor gegebenes Theorem eine verneinende Antwort. Dieser hat nämlich mit seinem Satz von Cantor folgendes gezeigt:

Für jede Menge {\displaystyle A} ist die Potenzmenge {\displaystyle {\mathcal {P}}(A)} echt mächtiger als {\displaystyle A}.

Für die Mächtigkeit von {\displaystyle {\mathcal {P}}(A)} gibt es auch folgende Schreibweise:
{\displaystyle |{\mathcal {P}}(A)|=2^{|A|}}

Das bedeutet für eine endliche Menge {\displaystyle A} der Mächtigkeit {\displaystyle |A|=n}, dass die zugehörige Potenzmenge die Mächtigkeit {\displaystyle 2^{n}} und dass damit
{\displaystyle A} genau {\displaystyle 2^{n}} Teilmengen besitzt.
Bestimmt man zu einer unendlichen Mengen {\displaystyle A} nun (durch Iteration der Potenzmengenbildung) die Mächtigkeit der Potenzmenge der Potenzmenge der Potenzmenge ... usw....,  so sieht man, dass es unendlich viele unendliche Kardinalzahlen gibt und dass keine „Menge größter Mächtigkeit“  existiert.